# Gennadij Vaganov
Gennadij Viktorovič Vaganov (in russo Геннадий Викторович Ваганов?; Mesjagutovo, 25 novembre 1936) è un ex fondista sovietico.

## Palmarès

### Olimpiadi invernali
- Bronzo a Squaw Valley 1960 nella staffetta 4x10 km.
- Bronzo a Innsbruck 1964 nella staffetta 4x10 km.

### Mondiali
- Bronzo a Zakopane 1962 nella staffetta 4x10 km.